# R8-as gyorsút (Magyarország)
Az  R8-as gyorsút Magyarországon nyugat felé haladva Székesfehérvárt köti össze Herenddel 2 × 2 sávon, 110km/h-s sebességgel haladva. A gyorsút terveit elvetették, helyén a 8-as főút található. A gyorsforgalmi út helyén halad még az E66-os európai út, ami Székesfehérvárt (nem hivatalosan Budapestet) köti össze az Olaszországi Fortezzával. Az utat Körmendig tervezték, ahol az addig áthaladó településeket elkerülte volna, majd csatlakozott volna az M8-as autópályához. A gyorsút nagyobb része Veszprém vármegyében épült meg, ahol elkerüli délről Várpalotát és Veszprémet is. Az út mellett kiépült 2 elfogadott és 2 nem elfogadott pihenőhely. Mivel az M8-as autópálya csak a Balatont közelíti meg Veszprém déli részéig, ezért nagyon fontos volt hogy kiépítsenek egy gyorsabb utat Székesfehérvár és Veszprém között, ahol az emberek gyorsabban megközelíthetik a két várost.

## Fekvése
Kelet-nyugati irányban szeli át a Dunántúl egy kis részét. Az alábbi településeket érinti: Székesfehérvár, Csór, Várpalota, Öskü, Hajmáskér, Sóly, Veszprém, Márkó, Bánd és  Herend.

## Története
Az R8-as gyorsutat először a 8-as út szerint kezdték el építeni, 2 × 2 sávosan. Az út célja az, hogy gyorsabban meg lehessen közelíteni Budapestről Székesfehérvárig az M7-es autópályán vagy a 7-es úton Veszprémet. A 2 × 2 sávos építés kezdetéről pontos információval nem szolgálhatok, de a várpalotai elkerülőt 2018. március 09-én, a Herend és Márkó közti szakaszt 2015. október 2-án, a Márkót elkerülő völgyhidat 2009. július 8-án, a Csórt elkerülő szakaszt 2006 őszén és a Márkó és Veszprém közti szakaszt 2003. december 2-án adták át a forgalomnak. A gyorsút további része lesz még a veszprémi felújított déli elkerülő és a Herend utáni szakasz, jó eséllyel Körmendig.

## Díjfizetés
Az R8-as gyorsút teljes szakaszán díjmentesen lehet haladni.